# 4-Nitrosodiphenylamin
4-Nitrosodiphenylamin ist eine chemische Verbindung aus der Gruppe der Diphenylamine.

## Gewinnung und Darstellung
4-Nitrosodiphenylamin kann in einer Fischer-Hepp-Umlagerung durch Umsetzung von Diphenylnitrosamin mit alkoholischer Salzsäure gewonnen werden.

## Eigenschaften
4-Nitrosodiphenylamin ist ein dunkelrotes oder dunkelgrünes bis schwarzes, kristalles Pulver, das wenig löslich in Wasser ist. Die Verbindung besitzt eine monokline Kristallstruktur mit der Raumgruppe P21/c (Raumgruppen-Nr. 14). Die aromatischen Ringe sind planar und der Flächenwinkel zwischen den beiden Ebenen beträgt 56,6°.

## Verwendung
4-Nitrosodiphenylamin wird in der chemischen Industrie als Zwischenprodukt zur Herstellung von Schmiermittelzusätzen, Antioxidationsmitteln, Stabilisatoren, Gummizusätzen, Insektiziden und Fungiziden verwendet.

## Regulierung
Über den Safe Drinking Water and Toxic Enforcement Act of 1986 besteht in Kalifornien seit dem 1. Januar 1988 eine Kennzeichnungspflicht für Produkte, die 4-Nitrosodiphenylamin enthalten.